# 南杨贾氏民居
南杨贾氏民居，位于山西省晋城市高平市野川镇南杨村，是一处山西省文物保护单位。

## 保护
2021年8月4日，南杨贾氏民居公布为第六批山西省文物保护单位，古建筑类，编号6-210。